# Chargino
 (mars 2023).
Si vous disposez d'ouvrages ou d'articles de référence ou si vous connaissez des sites web de qualité traitant du thème abordé ici, merci de compléter l'article en donnant les références utiles à sa vérifiabilité et en les liant à la section « Notes et références ».
Le chargino est une particule supersymétrique hypothétique. Il se rapporte à l'état propre de masse du superpartenaire chargé, c'est-à-dire n'importe quel fermion chargé électriquement (de spin 1/2) prédit par la supersymétrie. Ils sont des combinaisons linéaires des winos et des higgsinos chargés.